# John Kander
Pour les articles homonymes, voir Kander.
John Kander est un compositeur et scénariste américain né le 18 mars 1927 à Kansas City, Missouri (États-Unis), dont les œuvres les plus connues, en collaboration avec le parolier Fred Ebb, sont les comédies musicales Cabaret et Chicago ainsi que la chanson New York, New York, extraite du film du même nom.

## Biographie
John Harold Kander est un compositeur et scénariste américain né le 18 mars 1927 à Kansas City, Missouri. Ses parents étaient Berenice Aaron-Kander et Harold S. Kander. Il dit avoir développé une forme de tuberculose étant bébé, ce qui l'a aidé à développer son « sens du son ». Il commença à jouer du piano à l'âge de six ans et passait de nombreuses soirées à jouer et chanter avec ses parents et son frère.
Il étudia la musique à l'université d'Oberlin où il composa ses premières chansons, puis obtenu son master à l'université Columbia où il étudia la composition avec Jack Beeson.
Il commença sa carrière à Broadway en tant que pianiste-répétiteur pour la comédie musicale West Side Story. La metteuse en scène lui proposa de jouer aux auditions de sa comédie musicale, Gypsy, où il rencontra le chorégraphe Jerome Robbins qui suggéra que Kander fasse la musique du spectacle en 1959. En 1960, il écrivit aussi les arrangements musicaux pour Irma la Douce.
Sa première comédie musicale, A Family Affair, écrite par James et William Goldman, vit le jour en 1962, mais ne fut pas un grand succès. En 1962, il rencontre le parolier Fred Ebb et commence une collaboration qui durera plus de quatre décennies. Cette année la star montante Barbra Streisand enregistre deux chansons en duo, « My Coloring Book » et « I Don't Care Much ». En 1965, Kander et Ebb montent leur premier spectacle à Broadway, Flora the Red Menace, produite par Harold Prince, mis en scène par George Abbott, sur un livret de George Abbott et Robert Russell. Liza Minnelli y fait sa première apparition à Broadway. Kander et Ebb écrivent à la fois pour Liza Minnelli et Chita Rivera, notamment pour leurs apparitions en direct à la télévision.
Les comédies musicales Cabaret et Chicago ont fait l'objet de versions cinématographiques. Le film Chicago remporte en 2002 l'Oscar du meilleur film.
Kander, avec Ebb, a également écrit des chansons pour The Skin of Our Teeth de Thornton Wilder, présenté en première à Londres. Sa dernière comédie musicale, la première sans Fred Ebb depuis de nombreuses années, The Landing, sur un livret de Greg Pierce, créée au Vineyard Theatre, donne le coup d'envoi de la saison 2013-2014.

## Comédies musicales
- A Family Affair (1962) – lyrics de William Goldman
- Flora the Red Menace (1965)
- Cabaret (1966)
- Go Fly a Kite (1966) – en collaboration avec Walter Marks
- The Happy Time (1968)
- Zorba (1968)
- 70, Girls, 70 (1971)
- Chicago (1976)
- The Act (1978)
- Woman of the Year (1981)
- The Rink (1984)
- Diamonds (1984) – deux chansons : « Winter In New York » et « Diamonds Are Forever »
- And The World Goes 'Round (1991)
- Kiss of the Spider Woman (1992)
- Steel Pier (1997)
- Fosse (1999)
- Over and Over (1999)
- The Visit (2001)
- Curtains (2006) – lyrics de Rupert Holmes
- All About Us (2007)
- The Scottsboro Boys (2010) (Quelques lyrics écrit par Kander lui-même, après le décès d'Ebb)

## Filmographie

### comme compositeur
- 1970 : Something for Everyone
- 1975 : Funny Lady d'Herbert Ross
- 1975 : Chicago (comédie musicale) de Bob Fosse et Fred Ebb
- 1977 : New York, New York de Martin Scorsese
- 1982 : La Mort aux enchères (Still of the Night) de Robert Benton
- 1983 : Blue Skies Again
- 1983 : Sundae in New York
- 1984 : Woman of the Year (TV)
- 1984 : Les Saisons du cœur (Places in the Heart) de Robert Benton
- 1985 : Un printemps de glace (An Early Frost) (TV)
- 1989 : I Want to Go Home d'Alain Resnais
- 1993 : Cabaret (TV)
- 1996 : The Boys Next Door (en) (TV)
- 2004 : Broadway: The American Musical (feuilleton TV)
- 2025 : Kiss of the Spider Woman de Bill Condon

### comme scénariste
- 1988 : Sam Found Out: A Triple Play (TV)

## Vie personnelle
En 2010, Kander a épousé le danseur et chorégraphe Albert Stephenson, son partenaire depuis 1977, à Toronto,. Le petit-neveu de Kander, Jason Kander, était auparavant secrétaire d'État du Missouri.

## Récompenses et nominations
- Tony Award (1967, pour Cabaret)
- Tony Award (1981, pour Woman Of The Year)
- Tony Award (1993, pour Kiss Of The Spiderwoman)
- Laurence Olivier Award (1998, pour la production londonienne de Chicago)
- Emmy Award (1973, pour Liza With A Z)
- Emmy Award (1993, pour Liza Minnelli Live! From Radio City Music Hall)
- Grammy Award (1967, pour Cabaret, album de la distribution originale)
- Grammy Award (1998, pour Chicago, album du spectacle)

L'équipe a également reçu de nombreuses nominations, cinq Tony Awards, plus deux Oscars, et quatre Golden Globe Awards.
Kander et Ebbs sont membres de l'American Theater Hall of Fame depuis 1991. En 1998, Kander and Ebb reçoivent les Kennedy Center Honors pour l'ensemble de leur carrière.